# José Manuel Martínez García
José Manuel Martínez García (Magaz de Cepeda, León, España, 1970) es un exfutbolista y entrenador de fútbol español. Conocido principalmente por entrenar al cantante de éxito Melendi.

## Trayectoria

### Como entrenador
José Manuel Martínez se inició como entrenador en las categorías inferiores del Astur C. F., desde donde dio el salto al primer equipo para lograr el ascenso a Tercera División. Posteriormente, ingresó en el Real Oviedo, donde durante cuatro temporadas entrenó a los primeros equipos de categorías juvenil y cadete. A continuación, dirigió al juvenil y al primer equipo del Oviedo Astur Club de Fútbol, para pasar a enrolarse en las filas del Caudal Deportivo durante tres temporadas, que fueron el preámbulo de su regreso en 2008 a la disciplina carbayona como director deportivo.
En 2008 firma como director deportivo del Real Oviedo y tras tres temporadas en el club sustituye a Pichi Lucas, con el que los dirigentes azules llegaron a un acuerdo para resolver su contrato. A mitad de la temporada 2010/11, se hace cargo del Real Oviedo.
En febrero de 2011 la Comisión Deportiva del Real Oviedo designó a Pacheta nuevo entrenador del primer plantel azul, en sustitución de José Manuel Martínez, quien anunció tras la derrota en el partido frente al Real Sporting de Gijón "B" (0-1) su marcha del banquillo. Bajo el mando de Martínez el equipo sumó trece puntos en trece partidos (había relevado en la jornada 12 a Pichi Lucas).
Tras la salida del consejo de administración de Alberto González y Ángel Martín-Vaca, en 2012, abandona su puesto como director deportivo al frente del Real Oviedo.

## Como entrenador
| Club                 | País   | Año       |
| -------------------- | ------ | --------- |
| Astur Club de Fútbol | España | 2001-2003 |
| Caudal Deportivo     | España | 2005-2008 |
| Real Oviedo          | España | 2010      |

## Como director deportivo
| Club        | País   | Año       |
| ----------- | ------ | --------- |
| Real Oviedo | España | 2008-2012 |